# Sembung (Perak)
Sembung is een bestuurslaag in het regentschap Jombang van de provincie Oost-Java, Indonesië. Sembung telt 2397 inwoners (volkstelling 2010).